# ЭкзоАтлет

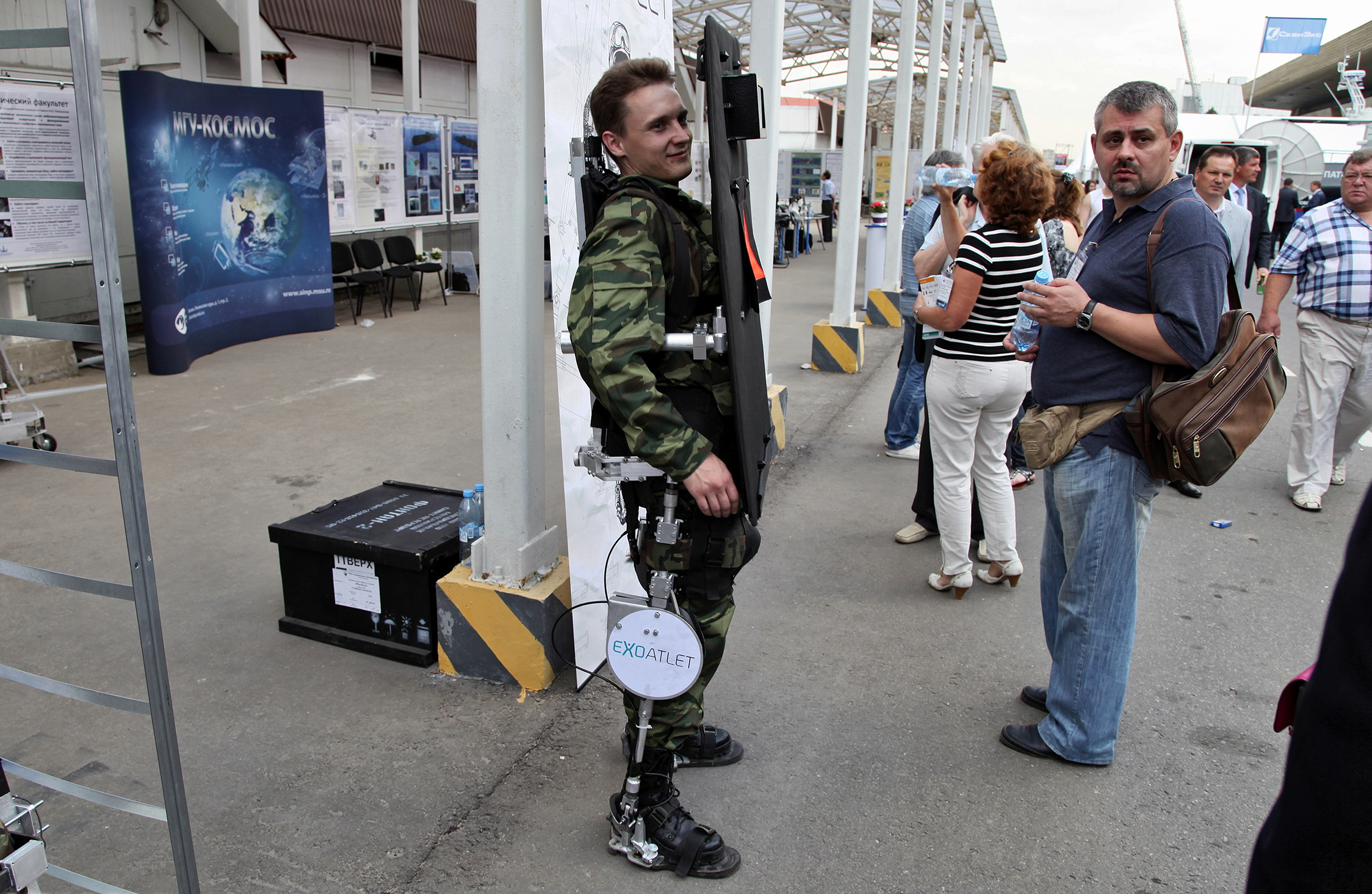
Пассивная модификация экзоскелета с кронштейнами для силового щита.

ЭкзоАтлет (англ. ExoAtlet) — российский проект по созданию медицинского экзоскелета для реабилитации и социальной адаптации людей с нижней параплегией (нарушениями локомоторных функций нижних конечностей). Разработку ведёт российская компания ООО «ЭкзоАтлет».

## Пассивный усиливающий экзоскелет
Первый функционирующий пассивный экзоскелет разрабатывался для нужд МЧС России, в частности, для работы спасателей и пожарных. Устройство представляет интерес и для вооруженных сил, в качестве экипировки штурмовых отрядов.
Благодаря особой конструкции, устройство позволяет перераспределить вес таким образом, чтобы человек-оператор без использования дополнительных двигателей или источников питания мог переносить до 70-100 кг груза. Принимая на себя вес оружия и снаряжения, устройство повышает грузоподъёмность и выносливость бойцов. Вес самого изделия при этом составляет 12 кг. Устройство оборудовано специальным кронштейном для снятия нагрузки с бойцов при переноске штурмового щита весом 35 кг. В конструкции отсутствуют приводы и источники питания, поэтому время работы ограничивается только выносливостью человека-оператора.
Модель экзоскелета была продемонстрирован на «VI Международном салоне Комплексной Безопасности 2013» и награждена золотой медалью в номинации «Лучшие инновационные решения в области комплексной безопасности». Первый действующий российский экзоскелет также был представлен на «Дне инновации Министерства обороны РФ».

## Медицинский экзоскелет для реабилитации

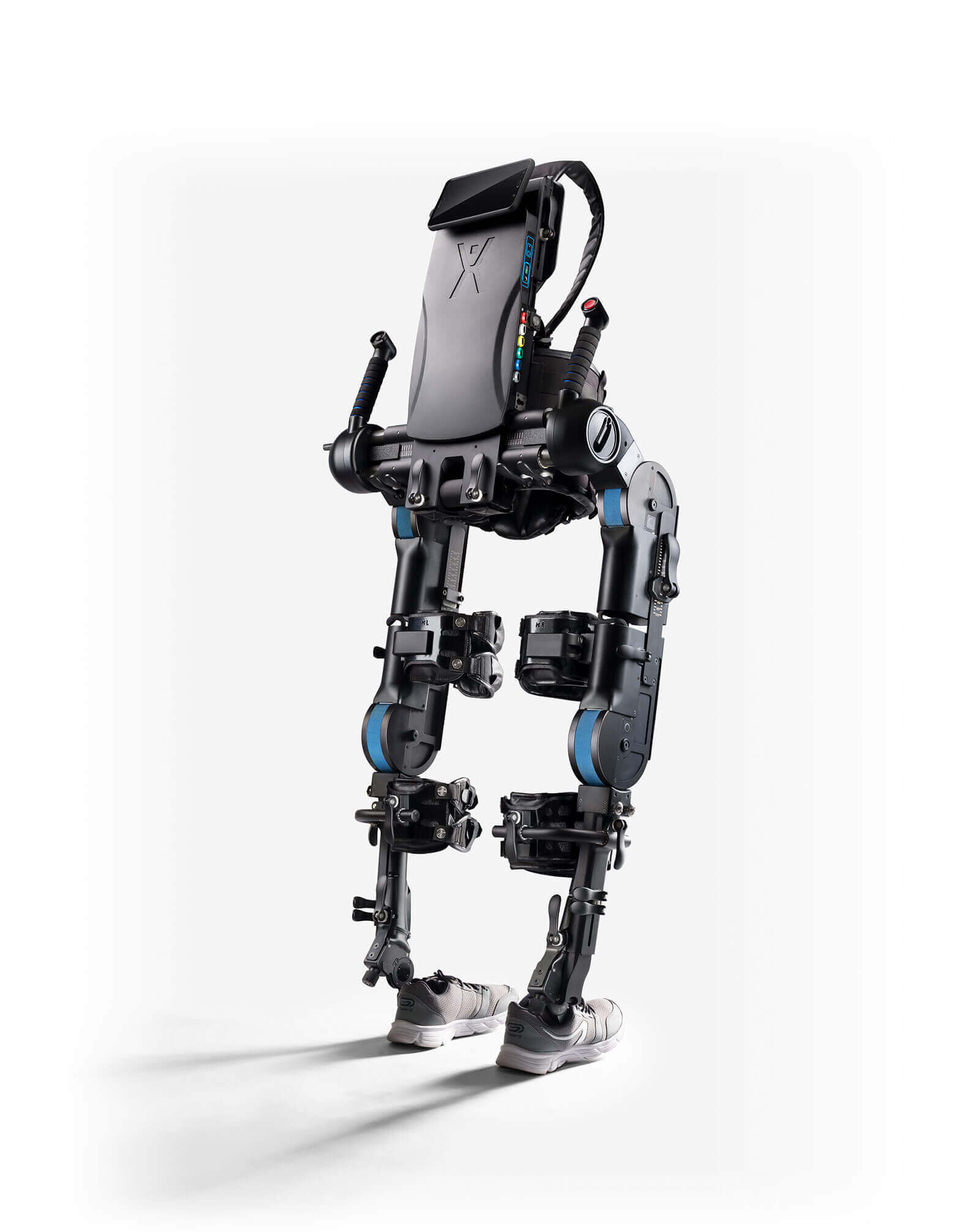
экзоскелет Экзоатлет

Разработка медицинского экзоскелета для реабилитации началась в декабре 2013 года в рамках проекта «ЭкзоАтлет». В команде проекта около 20 сотрудников. Основателем и руководителем проекта является Екатерина Березий. Научным руководителем выступает Письменная Елена Валентиновна, старший научный сотрудник НИИ Механики МГУ.
В настоящее время уже собрано несколько версий действующих прототипов экзоскелетов. Команда ЭкзоАтлета активно участвует в различных мероприятиях и выставках, как робототехнической, так и медицинской направленности.
В июне 2015 года проект ExoAtlet был представлен на стенде Сколково на крупнейшей международной робототехнической выставке Innorobo 2015 в Лионе, Франция.
В 2021 г. ExoAtlet II компании ExoAtlet Asia Co. Ltd. получил одобрение FDA 510k (класс 2) сообщили 5 августа в пресс-службе компании. Сертификация открывает для компании доступ к рынку экзореабилитации США.